# Pura Vida Conspiracy
| Recensione | Giudizio |
| ---------- | -------- |
| AllMusic   |          |

Pura Vida Conspiracy è il sesto album discografico in studio del gruppo musicale gypsy punk Gogol Bordello, pubblicato nel luglio 2013.

## Tracce
1. We Rise Again – 3:42
2. Dig Deep Enough – 3:42
3. Malandrino – 3:33
4. Lost Innocent World – 4:26
5. It Is The Way You Name Your Ship – 3:40
6. The Other Side of Rainbow – 3:16
7. Amen – 4:15
8. I Just Realized – 3:27
9. My Gypsy Auto Pilot – 3:47
10. Hieroglyph – 3:50
11. John the Conqueror (Truth Is Always the Same) – 3:40
12. We Shall Sail (3:40, traccia nascosta Jealous Sister dal minuto 7:40) – 10:05

Durata totale: 51:23